# Helena Jungwirth
Helena Jungwirth (* 21. März 1945 in Stockholm; † 27. Januar 2023 in Planegg) war eine schwedische Opernsängerin in der Stimmlage Mezzosopran und Alt.

## Leben und Wirken
In ihrer Heimatstadt besuchte sie  die Musikdramatische Schule. 1972 debütierte sie mit der Dorabella in Così fan tutte am Drottningholmer Schlosstheater. Im gleichen Jahr sang die Künstlerin an der Königlichen Oper in Stockholm die Titelrolle in der Uraufführung von Lars Johan Werles Oper Tintomara. 1973 wurde Helena Jungwirth (gleichzeitig mit ihrem Mann Claes-Håkan Ahnsjö) Ensemblemitglied der Bayerischen Staatsoper bis 2010. Dort reüssierte sie in zahlreichen Rollen, u. a. als Cherubino und Marcellina (Le nozze di Figaro), Zulma (L’italiana in Algeri), Inez (Il trovatore), Alisa (Lucia di Lammermoor), Giovanna (Rigoletto), Siegrune (Die Walküre), Fanny Novaková/Kedruta (Die Ausflüge des Herrn Broucek), Tralfamadorianer (Schlachthof 5), Hänsel (Hänsel und Gretel), Tisbe (La Cenerentola), Frau Pasek (Das schlaue Füchslein). Opern- und Konzertgastspiele führten die Sängerin u. a. nach Hamburg, nach London, zur Fränkischen Festwoche in Bayreuth und zum Festival in Glyndebourne. 
Am 11. Dezember 1996 ernannte der damalige bayerische Kultusminister Hans Zehetmair Helena Jungwirth zur Bayerischen Kammersängerin. Die Künstlerin war viele Jahre Dozentin für Gesang an der Musikhochschule Nürnberg-Augsburg.
Verheiratet war sie ab 1969 mit dem schwedischen Opernsänger Claes-Håkan Ahnsjö. Aus der Ehe gingen drei Söhne hervor.
Sie starb am 27. Januar 2023 im Alter von 77 Jahren in Planegg.

## Diskografie
- Der Freischütz Orfeo
- La Traviata Deutsche Grammophon
- Oratorio de Noel, op. 12
- Rigoletto RCA